# Аркаим
Аркаим (рус. Аркаим) је археолошко налазиште у Русији. Налази се у јужној Уралској степи, 8,2 км северно-западно од села Амурски и 2,3 км југо-источно од Село Александровски, у Чељабинској области, северно од руско-казахстанске границе.
Насеље се генерално датира на период 17. век п. н. е. То је било насеље Синташита културе.

## Откривање и ископавања
Налазиште је откривено 1987. године од стране тима Челебинских научника који су припремали подручје за поплаву како би се направио резервоар, и заштитним ископавањима које је водио Геннади Зданович. На почетку су њихови налази били игнорисани од стране совјетских власти, који су планирали да поплаве локацију пошто су већ раније поплавили Саркелом, али пажња која је привукла вест о открићу, приморала је совјетску власт да укине своје планове за плављање овог подручја. Налазиште је за проглашено за културни резерват 1991. године, а маја 2005. године посету је посетио председник Владимир Путин.
Иако је насеље спаљено и напуштено, очуван је велики број детаља. Аркаим је сличан у облику, али много боље очуван од суседне Синташите, где је откривена старија кочија. Налазиште је заштићено са два кружна зида. Откривен је централни трг, окружен двема кружним зградама раздвојених улицом. Насеље покрива око 20.000 м2. Сачувани део заштитног зида је око 160 м. Саграђен је од земље упаковане у дрвене оквире, а ојачан циглом од непечене глине, укупне дебљине од 4 до 5 м. И висине 5,5 м.
У насељу има четири улаза кроз спољни и унутрашњи зид са главним улазом на западу. Станови су били површине између 110 и 180 м2. Спољни прстен станова броји 39 или 40 станова, у кружној улици. Унутрашњи прстен станова броји 27 станова, распоређених дуж унутрашњег зида. Централна улица је исушена покривеним каналом. Жданович процењује да је у насељу живело 1.500 до 2.500 људи.
Око Аркаимових зидова, биле су обрадива поља, 130-140 м до 45 м наводњавана системом канала и јарака. Пронађени су остаци семена проса и јечма.
Датовање на 17. век пре нове ере указује на то да се насељавање десило или одмах након индо-аријевске миграције у Јужну Азију и Месопотамију и да је то била рана иранска култура или непозната грана индо-иранске која није преживела у историјским временима.

## Контроверзе
Од самог открића, Аркаим је привукао пажњу јавности и медија у Русији, из широког спектра становништва, укључујући значајан број езотеричних и псеудо-научних организација.
Један од главних истраживача Аркаима, Фјодор Петров, признао је да је некритички и ненаучно подржао неопаганистичке погледе на Аркаим. Његово признање објављено је у књизи Андреја Гупала (Андреј Гупало "Духовни полови Аркаима"), који је делом детаљно објаснио како су археолошки резултати "доведени" у неопаганске и езотеријске теорије